# Martinuskirche (Frankfurt-Schwanheim)

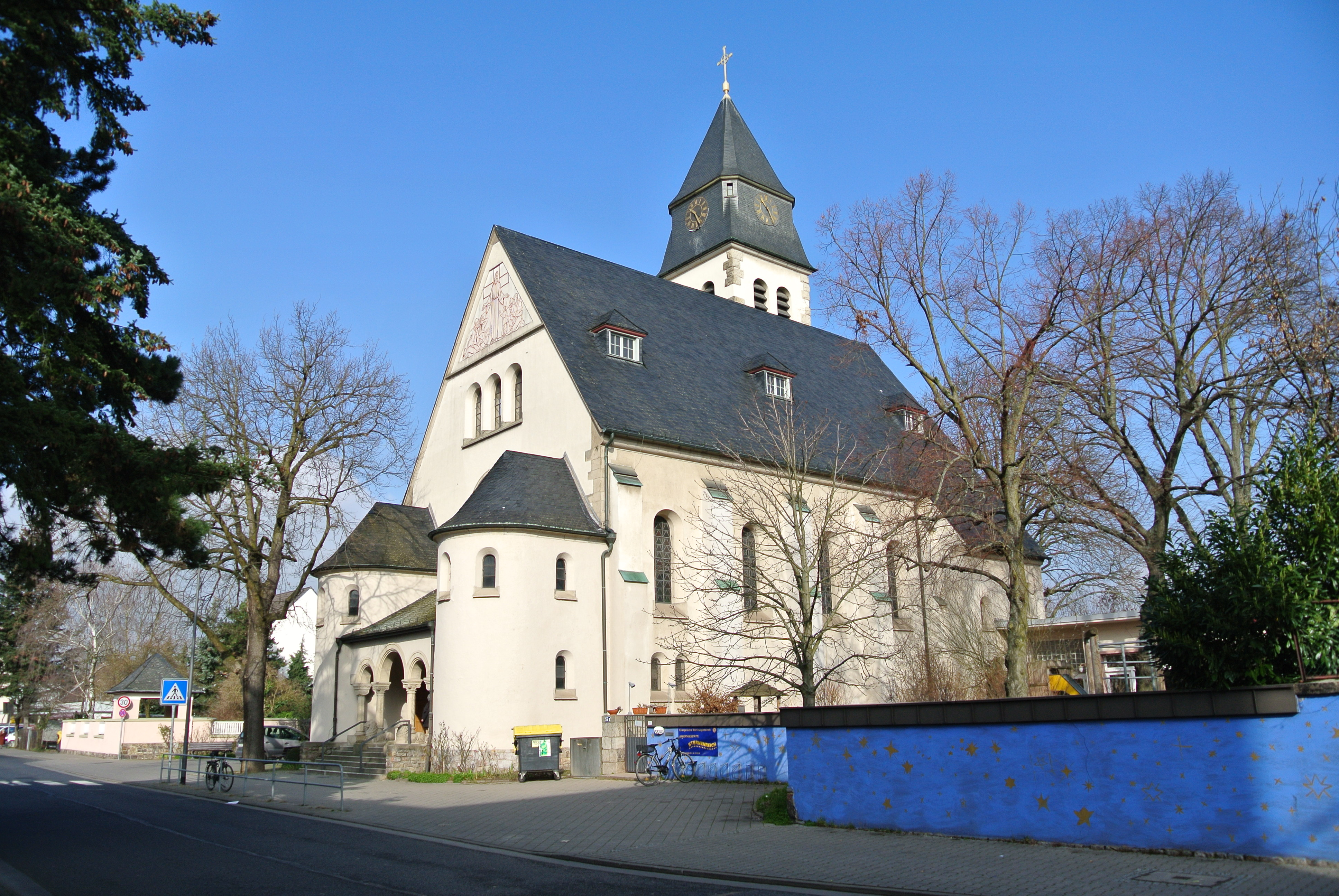
Südostansicht

Die evangelische Martinuskirche ist eine Kirche im Stil der Neoromanik im Frankfurter Stadtteil Schwanheim. Sie ist nach dem Reformator Martin Luther benannt und steht unter Denkmalschutz.

## Geschichte
Schwanheim gehörte zum Kurfürstentum Mainz und blieb somit nach der Reformation katholisch. Mitte des 19. Jahrhunderts kamen im Zuge der Industriegründungen in den Nachbarorten erste evangelische Christen nach Schwanheim. 1880 gab es etwa 90 evangelische Schwanheimer, die kirchlich zu Griesheim gehörten und zum Gottesdienst mit einem Boot über den Main fahren mussten. Dem Wunsch nach einem eigenen Gotteshaus folgend errichtete man eine Kapelle, die am 26. Juli 1885 eingeweiht wurde. Das neugotische Bauwerk stand auf einem Grundstück, auf dem sich heute das Gemeindehaus befindet. Die Kapelle umfasste einen Gottesdienstraum für ca. 100 Personen und eine Lehrerwohnung im Obergeschoss. Im Jahr 1888 wurde die eigenständige Martinusgemeinde als Filialgemeinde von Griesheim gebildet.
Im Jahr 1910 zählte die Gemeinde 1185 Mitglieder, weshalb ein Kirchenneubau geplant wurde. Mit finanzieller Hilfe des Gustav-Adolf-Vereins und der zur Gemeinde gehörenden Familie Carl von Weinberg konnte mit dem Bau im Oktober 1910 begonnen werden. Am 4. Dezember 1910 war die Grundsteinlegung. Nach Plänen des Architekten Otto Bäppler wurde die Kirche im Stil des Historismus fertiggestellt und am 19. November 1911 eingeweiht. Die Kapelle wurde fortan als Kindergarten genutzt. Ein Explosionsunglück im Griesheimer Chemiewerk 1917 sowie Bombenangriffe im Jahr 1943 zerstörten die Kirchenfenster. Am 6. Juni 1954 wurden die instandgesetzte Kirche und die wiederbeschafften Glocken neu eingeweiht. Ein neuer Kindergarten wurde 1960 gebaut und die Kapelle 1963 abgebrochen. 1966 wurde das Gemeindehaus errichtet und 1976 sowie 2004 die Kirche renoviert. Sie ist ein Kulturdenkmal nach dem Hessischen Denkmalschutzgesetz.

## Architektur
Die Martinuskirche liegt am nordöstlichen Rand des historischen Ortskerns in der Martinskirchstraße 52. Die nach Norden ausgerichtete Saalkirche ist etwa 27 Meter lang und 14 Meter breit. Der Eingang befindet sich im Süden gegenüber der Einmündung der Wilhelm-Kobelt-Straße. Das Gebäudeensemble besteht aus dem rechteckigen Kirchenschiff, dem Glockenturm im Nordwesten und dem westlich anschließenden Pfarrhaus nebst Verbindungsbau. Die Kirche weist typische Gestaltelemente der Neoromanik auf. Die hell verputzten Außenwände sind mit Rundbogenfenstern und Strebepfeilern gegliedert. Der Chorraum im Norden ist als Apsis ausgebildet. Das Hauptportal im Süden ist durch zwei Apsiden, die die Treppen zur Orgelempore aufnehmen, sowie Rundbögen auf Säulen mit Würfelkapitellen gestaltet. In der Giebelwand befindet sich mittig eine Fensterrose. Das Satteldach ist mit Schiefer gedeckt. Der Turm auf quadratischem Grundriss erhebt sich als Teil des Kirchengebäudes. Seine Kanten sind teils als Bossenwerk mit Naturstein gestaltet. Auf dem schiefergedeckten Helm steht ein vergoldetes Kreuz. Auf der Ostseite führt eine Treppe zur Weinberg-Loge, einer Sitznische in der östlichen Chorwand.
Zwischen zwei Portallöwen gelangt man über eine Treppe und eine Vorhalle in den Innenraum. Die Orgelempore im Eingangsbereich ruht ebenfalls auf Säulen mit geschmückten Kapitellen. Eine flache Kassettendecke schließt den Raum nach oben ab. Die Gestaltung des Innern greift altchristliche Symbolik auf. Die Decke des Chorraums ist mit einem Sternenhimmel bemalt, der bei der Renovierung 2004 wieder zum Vorschein kam.

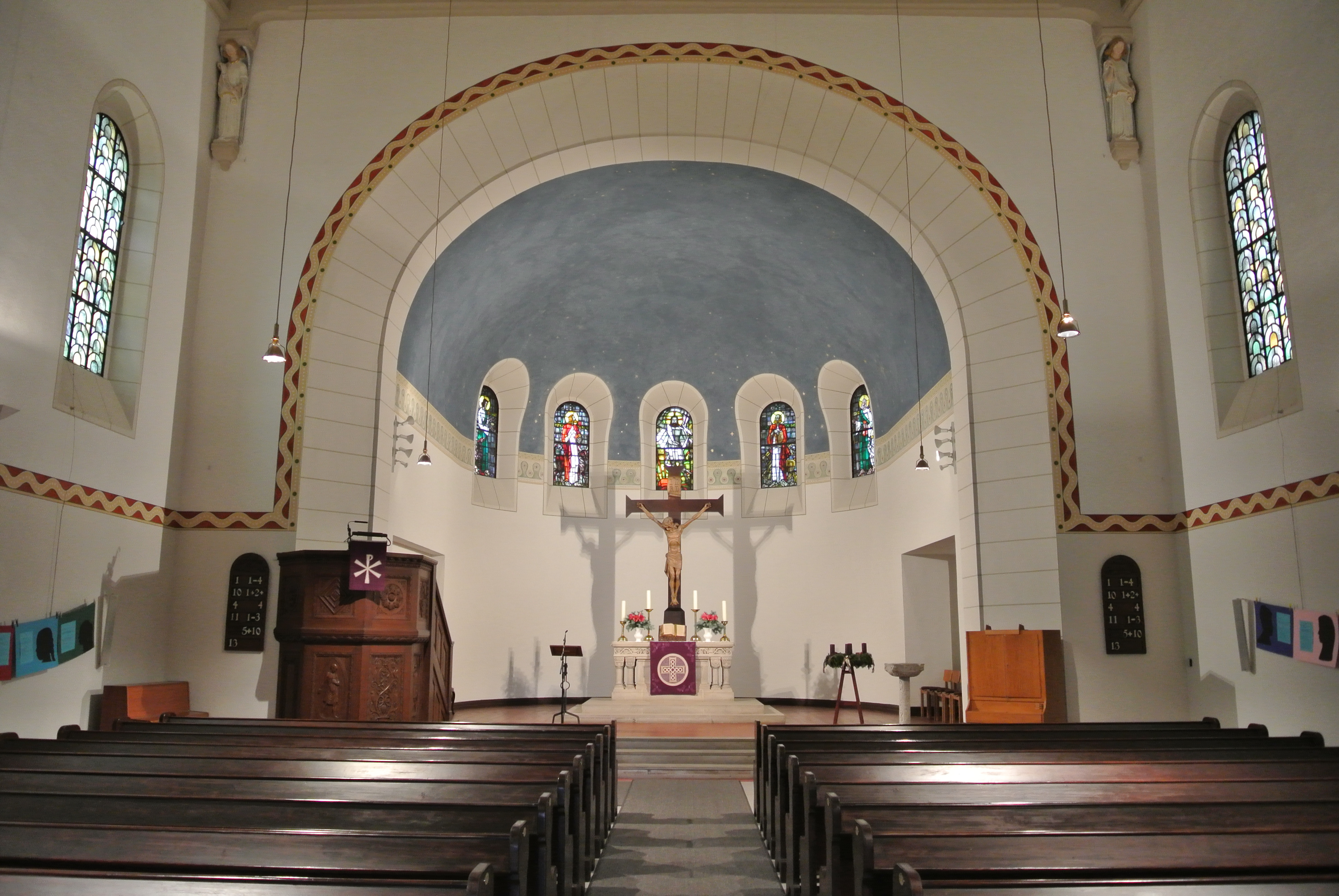
Altarraum

## Ausstattung
Zahlreiche Figuren wie die Portallöwen und die musizierenden Engel an der Decke wurden von dem Künstler und Bildhauer Johann Belz entworfen. Er fertigte auch nach Plänen des Architekten die Kanzel aus Eichenholz, während die ornamentalen Holzfüllungen von Peter Vater geschnitzt wurden. Ausgeführt wurden die meisten Werke von Kunsthandwerkern aus Schwanheim. Der Stuckateur Anton Helfenbein schuf die zehn Engel. Die Löwen wurden vor Ort von Johann Herber gemeißelt. Die Kapitelle des Portikus schuf Johann Gastell. Die Christusfigur hinter dem Altar stammt von Martin Heinrich. Der Altar von Georg Grossmann ist horizontal in drei Ebenen gegliedert und mit Motiven des Weinbergs versehen. Der Taufstein stammt aus Ravenna. Die fünf Buntglasfenster in der Apsis wurden 1949 nach Entwürfen von Lina von Schauroth gefertigt. Sie zeigen in der Mitte den auferstandenen Christus umgeben von den vier Evangelisten. Weitere Fenster auf der Ostseite zeigen die Reformatoren Luther und Melanchthon. Die zwei Fenster auf der Westseite symbolisieren die Diakonie. An der westlichen Wand befindet sich eine Gedenktafel mit den Namen der Opfer des Ersten Weltkriegs. Dieses Mahnmal gilt auch den Opfern des Zweiten Weltkriegs.

### Orgel
Die Orgel auf der rückwärtigen Empore stammt von dem Orgelbauer Karl Schuke und wurde 1990 nach einer Disposition des Kantors M.H. Hoffmann gefertigt. Der Prospekt gleicht dem der Vorgängerorgel von 1928 des Orgelbauers Weigle und berücksichtigt das Rundfenster in der Giebelwand. Die heutige Orgel hat 21 Register mit mechanischer Spiel- und Registertraktur und folgende Disposition:
| I Manual C–g3  |       |
| Prinzipal      | 8′    |
| Gedackt        | 8′    |
| Oktave         | 4′    |
| Blockflöte     | 4′    |
| Quinte         | 2 ⁄3′ |
| Oktave         | 2′    |
| Mixtur 4-5fach | 1 ⁄3′ |
| Trompete       | 8′    |

| II Manual C–g3     |                 |
| Rohrflöte          | 8′              |
| Principal          | 4′              |
| Spitzgambe         | 4′              |
| Traversflöte       | 2′ ab c° überb. |
| Sesquialtera 2fach |                 |
| Quinte             | 1 ⁄3′           |
| Scharff 3-4fach    | 2⁄3′            |
| Oboe               | 8′              |

| Pedal C–f1 |                 |
| Subbass    | 16′ alt aufarb. |
| Oktavbass  | 8′ Prospekt     |
| Bassflöte  | 8′              |
| Choralbass | 4′              |
| Posaune    | 16′ halbe Länge |

- Koppeln: II/I, I/P, II/P

### Geläut
Die Kirche verfügt über vier Glocken.
| Nr. | Nominal | Masse   | Name                       | Jahr | Gießerei                 | Inschrift                                                                          |
| 1   | d1      | 1400 kg | Lutherglocke               | 1954 | Erdinger Glockengießerei | Ein feste Burg ist unser Gott                                                      |
| 2   | f1      | 750 kg  | Abendglocke                | 1954 | Erdinger Glockengießerei | Herr bleib bei uns, denn es will Abend werden und der Tag hat sich geneigt         |
| 3   | g1      | 550 kg  | Morgen- und Friedensglocke | 1954 | Erdinger Glockengießerei | Verleih‘ uns Frieden gnädiglich, Herr Gott, zu unsern Zeiten                       |
| 4   | a1      | 480 kg  | Taufglocke                 | 1924 | Glockengießerei Rincker  | Lasset die Kindlein zu mir kommen, Fried und Freud sei mein Geläut, Liebe um Liebe |

## Gemeinde
Die Evangelische Martinusgemeinde gehört zur Evangelischen Kirche in Hessen und Nassau. Ihre Pfarrer waren:
| Zeitraum  | Pfarrer             |
| 1876–1898 | Karl Fabricius      |
| 1898–1936 | Paul Weber          |
| 1936–1965 | Wilhelm Lohfink     |
| 1965–1977 | Waldemar Lerch      |
| 1978–1982 | Bettina Oguro-Opitz |
| 1982–     | Burkhard Sulimma    |
|           | Renate Dienst       |

## Fotogalerie

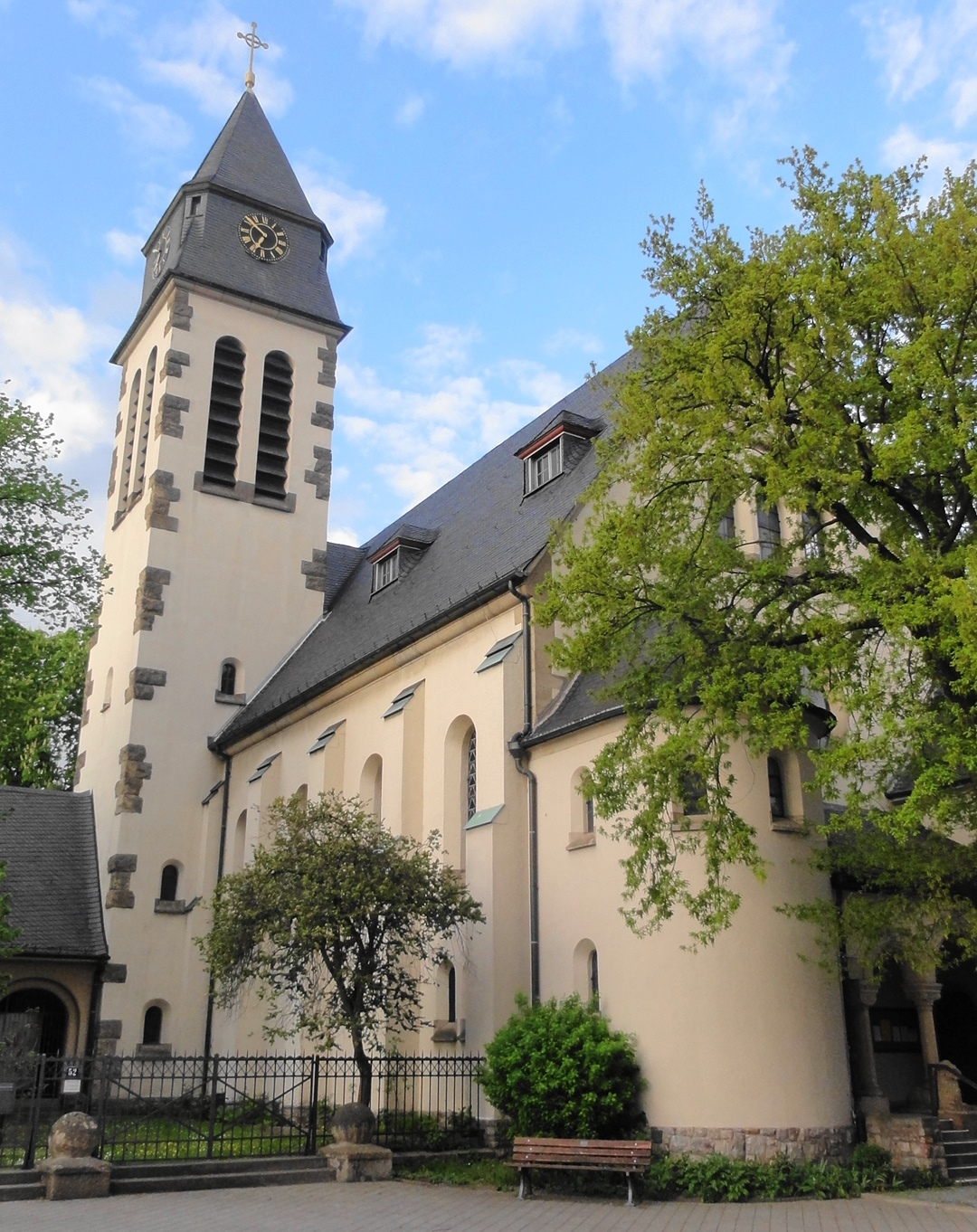
Südwestansicht
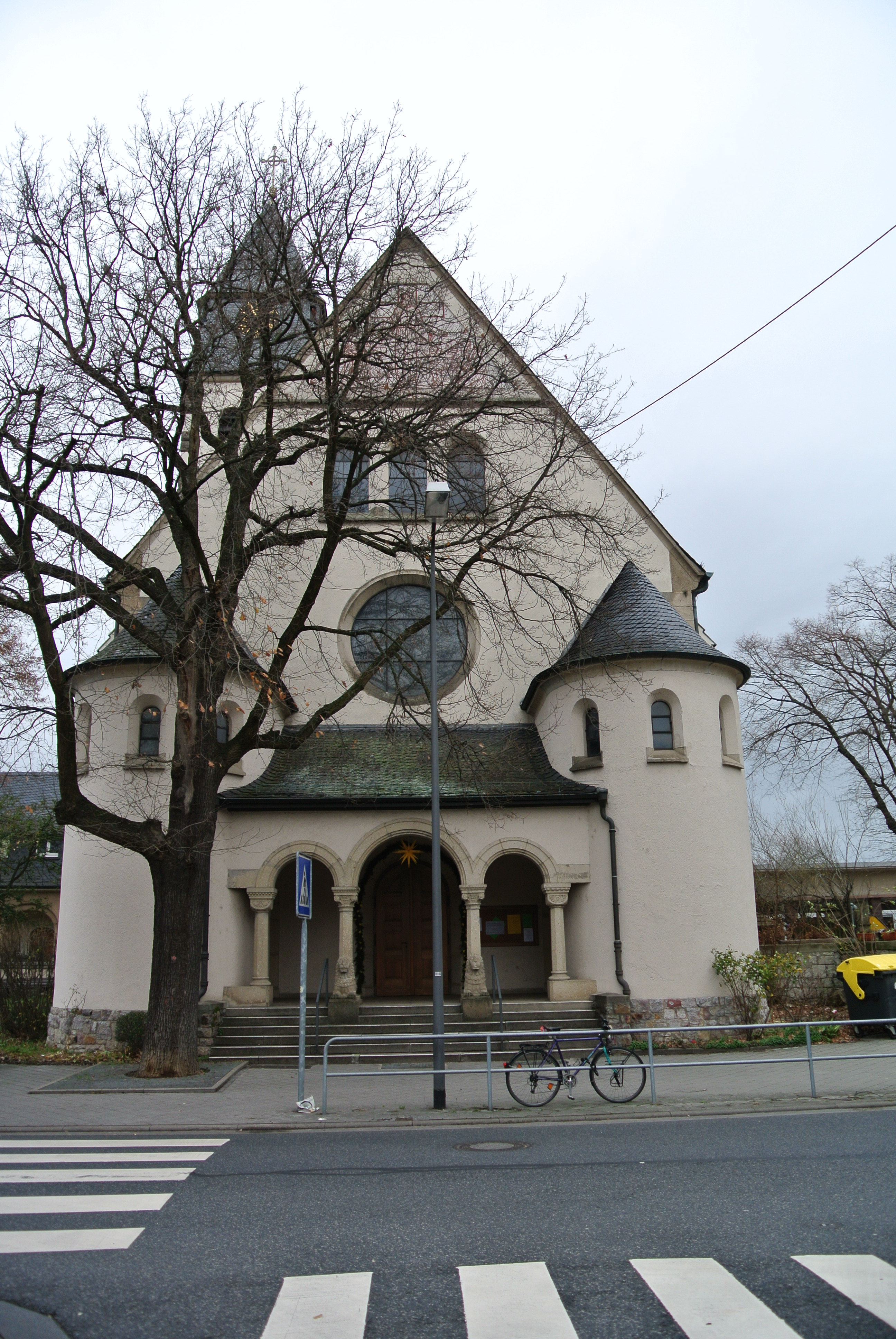
Portal
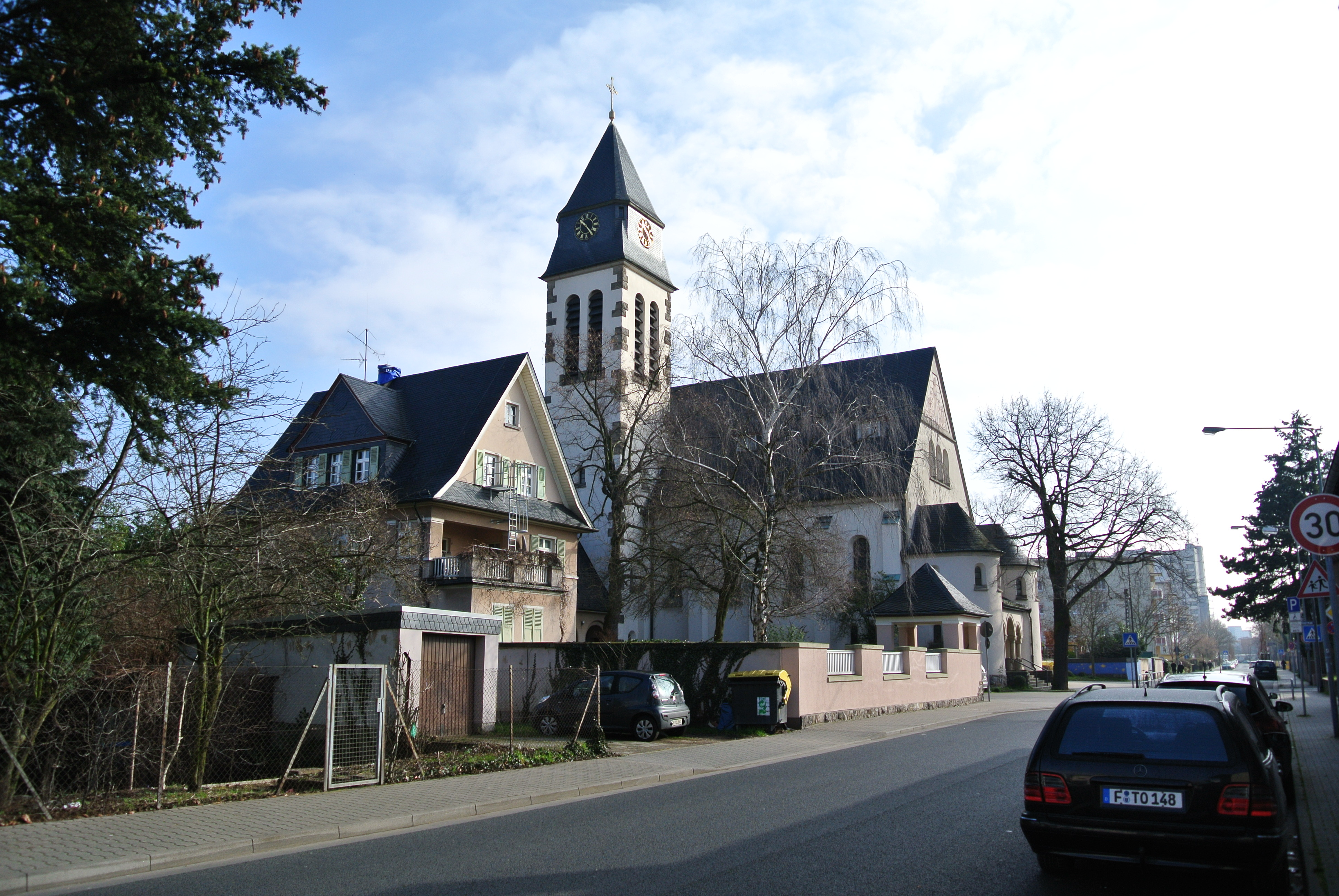
Ensemble
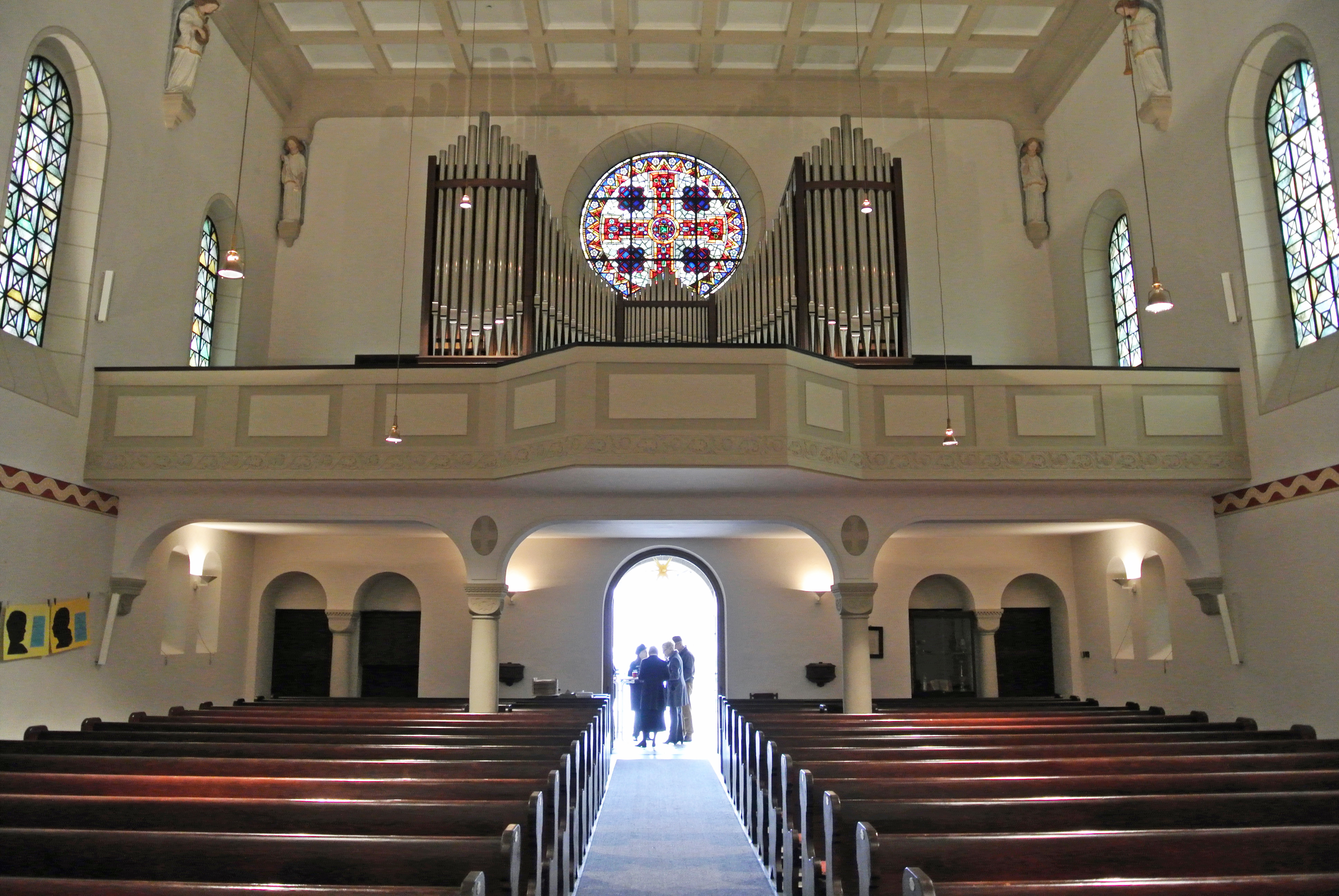
Orgelempore
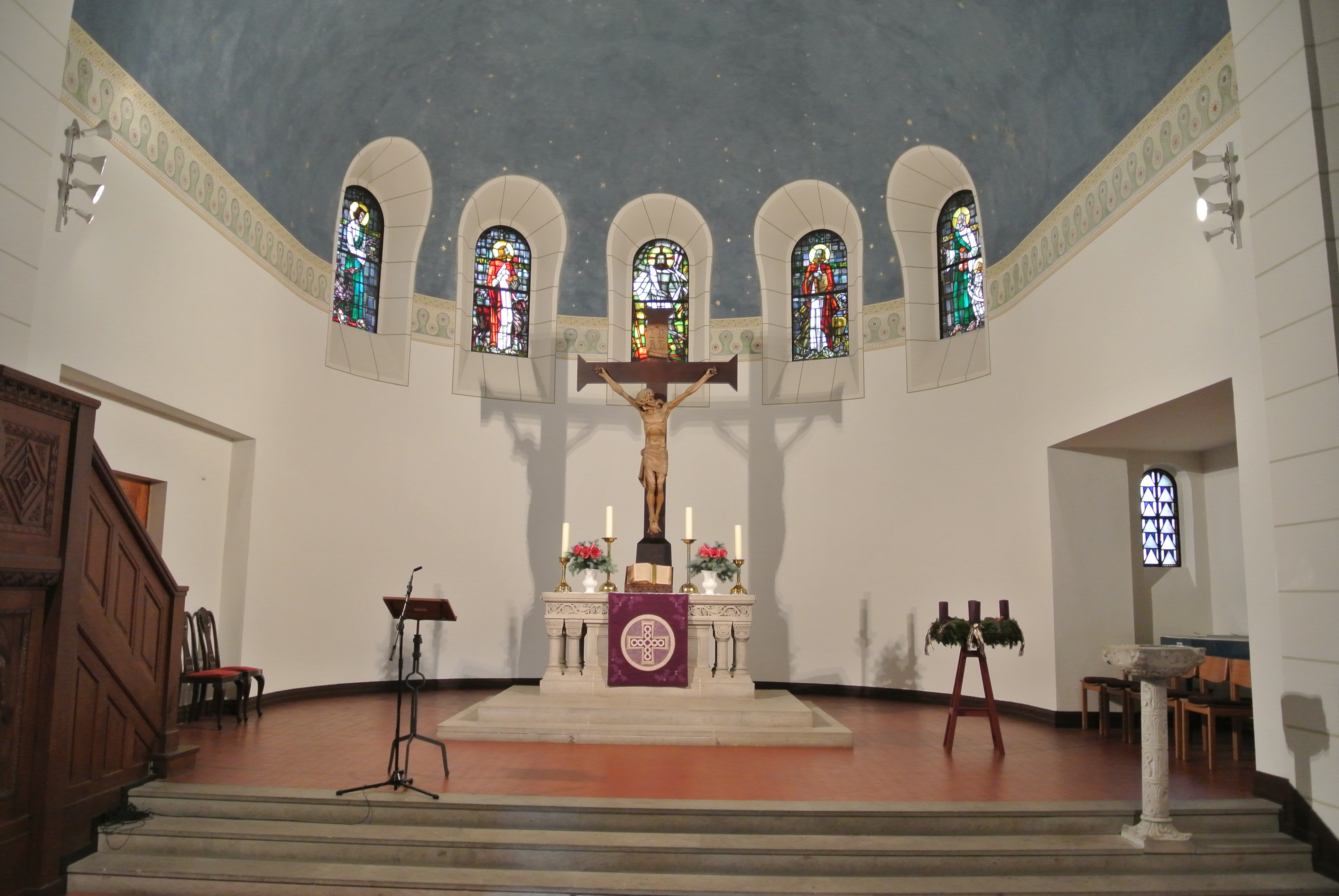
Altar